# 李锡奎

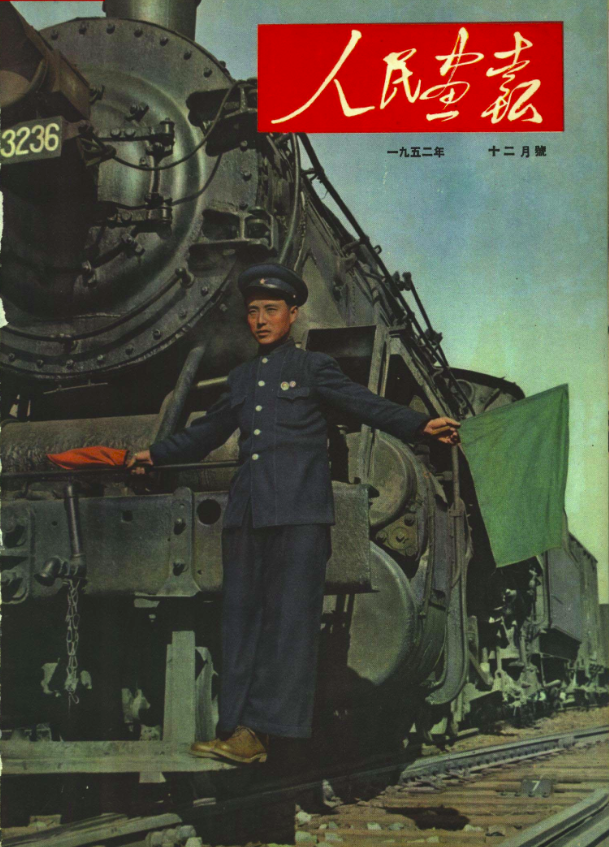
1952年的李锡奎

李锡奎（1925年—），辽宁沈阳人，中华人民共和国政治人物。
担任劳模。沈阳站副站长、沈阳铁路分局运输处副处长。1954年，当选第一届全国人民代表大会代表。